# ویرپونیونیپل
ویرپونیونیپل (به انگلیسی: Veerapunayunipalle) یک روستا در هند است که در آندرا پرادش واقع شده‌است.